# Sciriti
Gli Sciriti o Skiritai (in greco antico: Σκιρῖται?, Skirîtai) erano un popolo sottomesso a Sparta, stanziati nella Scirizia, una regione montuosa situata nel nord della Laconia, al confine con l'Arcadia, tra i fiumi Enunte ed Eurota.

## Storia
Gli sciriti erano una popolazione essenzialmente rurale, non erano organizzati in poleis come gli altri greci ma in piccoli villaggi, i più grandi erano  Oion e Caryai. Il loro territorio per quanto inospitale, aveva però valore strategico per gli Spartani in quanto controllava la strada verso Tegea, uno dei centri religiosi più importanti dell’antica Grecia. Lo status sociale loro riservato è paragonabile a quello dei Perieci.
Gli Sciriti in battaglia schieravano un lochos, o battaglione, di circa 600 uomini di fanteria leggera il cui valore nell’estrema sinistra della linea di battaglia spartana era talmente consolidato che quella posizione era riservata esclusivamente ad esso. Questi uomini ricoprivano anche il ruolo di sentinelle, che aprivano la strada all’esercito, ed erano l’unica unità a cui era permesso precedere il re per assicurare che la strada fosse sgombra prima del suo arrivo.